# 戴表元
戴表元（1244年—1310年）。字帅初，一字曾伯，庆元奉化（今浙江省宁波市奉化区）人，元朝初年诗人、文学家。

## 经历
戴表元幼年时便表现出文学天赋，人称“七岁能文，诗文多奇语”。戴表元生于南宋中晚期，他也是南宋末年的进士，曾任建康府教授，因兵荒马乱而还归乡里。元朝大德八年（1304年，戴表元时年61岁），被举荐为信州教授，后来调任婺州（今浙江金华）。因病辞官。

## 作品

### 诗作
《采藤行》、《感旧歌者》、《通谢张可与参政书》、《二歌者传》、《己卯岁初葺剡居》、《读书有感》等。
戴表元的诗作多有表现民间疾苦和怀念故国之情。

### 散文
《寒光亭记》、《清峙轩记》、《秋山记》、《观渔赋》、《猫议》等。
今存戴表元作品有：《剡源文集》30卷，佚诗6卷，佚文2卷。

## 评价
明朝田汝成《西湖游览志馀》中称“戴帅初湖上赠歌者一绝，有故国之思焉。”